# جائحة الطاعون الثانية
جائحة الطاعون الثانية هي تسلسل رئيسي لوباء الطاعون الذي بدأ بـالموت الأسود , حيث وصل الوباء البر الرئيسي لأوروبا في عام 1348 وقتل ما يفوق عن نصف سكان قارتي آسيا وأوروبا في الأربع سنوات المقبلة . بالرغم من أن الجائحة توقفت عن الإنتشار في أغلب المناطق، إلا أنها أصبحت متوطنة ( متماثل مع أوبئة تصيب الحيوانات ) وأصبح حدوثها متكرر حتى القرن التاسع عشر . سلسلة من الأوبئة حدثت في نهاية القرن السابع عشر وتكرر حدوثها في بعض المناطق حتى القرن التاسع عشر . وبعد ذلك ظهرت سلالة جديدة من البكتيريا كجائحة الوباء الثالث .
مسبب الطاعون هو بكتيريا من نوع يرسينيا بيستيس و التي توجد في براغيث الحيوانات البرية المختلفة وخصوصًا في الجرذان الموجودة في المجتمع البشري . في حالة بداية تفشي المرض قد تقتل هذه البكتيريا جميع عوائلها الحاليين وهكذا تموت، ولكن تبقى نشطة في عوائل أخرى لا يتم قتلها وبالتالي تسبب تفشٍ جديد بعد سنوات أو عقود . للبكتيريا طرق عدة للإنتقال والعدوى، متضمنة الجرذان المحمولة على متن السفن أو المركبات، والبراغيث المختبئة في الحبوب، و - في أكثر أشكالها ضررًا - تنتقل مباشرة عبر الدم والبلغم بين البشر .

## نظرة عامة
كان هناك ثلاث موجات تفشي لمرض الطاعون . طاعون جستنيان في القرنين السادس والسابع كان أول هجوم معروف مسجل، ويمثل أول نمط من الطاعون المسجل بدقة . من الأوصاف التاريخية، ما يُعادل 40 % من سكان القسطنطينية فارقوا الحياة من الطاعون . التقديرات الحديثة تفترض أن نصف سكان أوروبا فارقوا الحياة نتيجة الطاعون قبل اختفائه في سبعينيات القرن الماضي . بعد 750 . لم يظهر هذا الوباء مجددًا في أوروبا حتى ظهور الموت الأسود في القرن الرابع عشر .
جائحة الطاعون الثانية بدأت في الصين أو بالقرب منها وعلى الأرجح انتشر المرض عن طريق الحرير أو عبر السفن . ربما هذا المرض قلل تعداد السكان في العالم بما يُقدر من 450 مليون إلى 375 – 350 مليون بحلول عام 1400 .
عاد مرض الطاعون على فترات متفاوتًا بالشراسة و معدل الوفيات حتى أوائل القرن التاسع عشر . في إنجلترا، على سبيل المثال، عاد الطاعون في 63-1360 وقتل حوالي 20 % من سكان لندن وفي 1369 قتل حوالي 10 – 15 % . في نهاية القرن السادس عشر، طاعون سان كرستوبال دي لا لاغونا ( 83-1582) في جزر الكناري . في القرن السابع عشر كان هناك سلسلة إنتشارات من «الأوبئة العظيمة» : طاعون اشبيلية العظيم (52-1647) ؛ طاعون لندن العظيم (66-1665) ؛ وطاعون فيينا العظيم (1679). وبشكله الشرس، بعد طاعون مرسيليا العظيم 22-1720 , و طاعون 1738 العظيم ( الذي ضرب أوروبا الشرقية ) , و الطاعون الروسي 1772 - 1770 , بيد أنه اختفى بالتدريج من أوروبا إلا أنه بقي في مصر والشرق الأوسط . في بداية القرن التاسع عشر، تلاشى خطر وتهديد مرض الطاعون، لكنه اُستبدل بسرعة بمرض جديد . مرض الكوليرا الأسيوية كانت الأولى من عدة أوبئة للكوليرا لتكتسح آسيا وأوروبا خلال القرنين التاسع عشر والعشرون .
الوباء الثالث ضرب الصين في تسعينيات القرن التاسع عشر ودمر الهند، ولكن تم احتوائه بشكل كبير في الشرق الأوسط، واستوطن بالرغم من ذلك غرب الولايات المتحدة الأمريكية . مازال يسبب تفشي متقطع للمرض .

## تكرار ظهوره عبر أوروبا

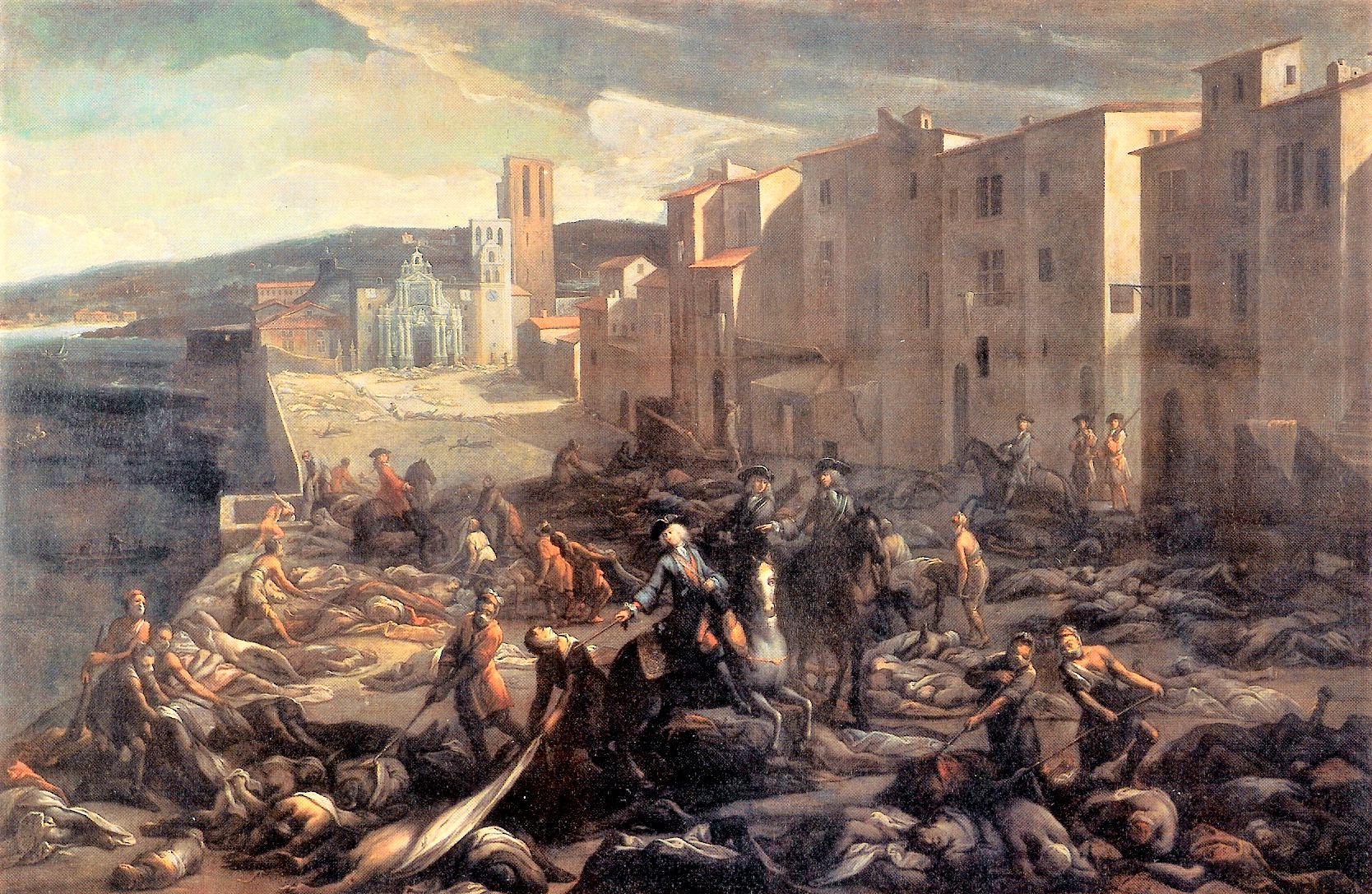
رسم معاصر لمرسيليا أثناء الطاعون العظيم عام 1720

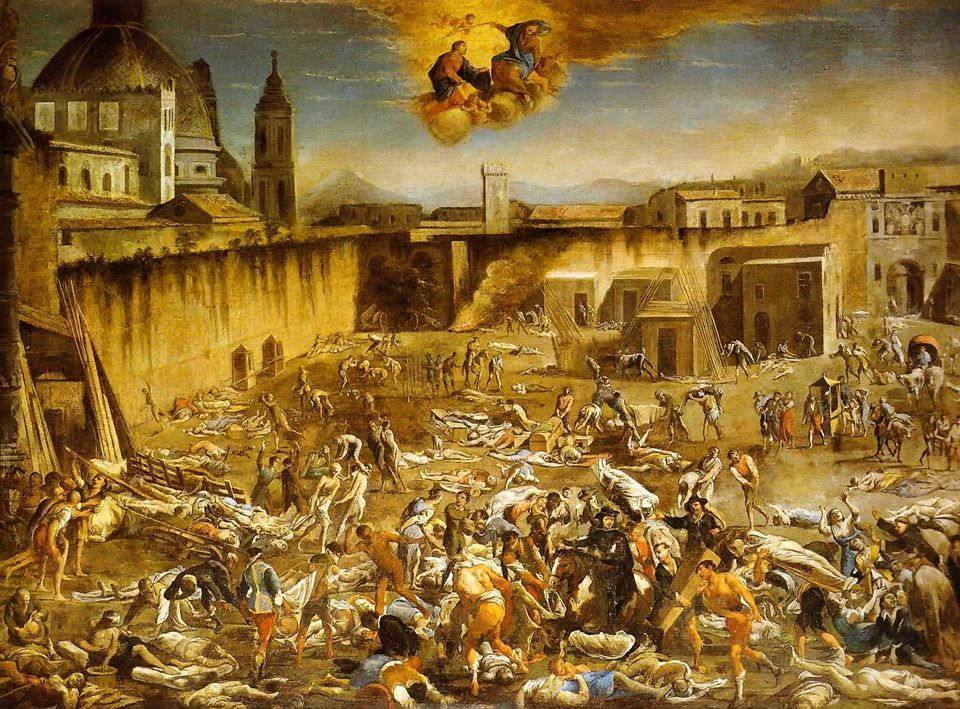
رسم معاصر لنابولي أثناء طاعون نابولي عام 1656

الطاعون عاد ليضرب أوروبا والبحر الأبيض المتوسط مرارًا خلال القرنين الرابع عشر والسابع عشر . حسب بيرابن، فإن الطاعون كان موجودًا في مكانٍ ما في أوروبا في كل سنة بين عامي 1346 و 1671 . الإنتشارات اللاحقة، على الرغم من شدتها، سجلت تراجع من معظم أوروبا ( القرن الثامن عشر ) و في شمال إفريقيا ( القرن التاسع عشر ) . و بحسب جيفري باركر , «فرنسا لوحدها فقدت حوالي مليون شخص من الطاعون في جائحة 31 – 1628» .
في عام 1466 , حوالي 40,000 شخص ماتوا في باريس من الطاعون . خلال القرنين السادس عشر والسابع عشر، زار الطاعون باريس حوالي سنة من أصل ثلاث سنوات . الموت الأسود دمر أوروبا لمدة ثلاث سنوات قبل أن يصل إلى روسيا، حيث ضرب المرض مرة واحدة كل خمس أو ست سنوات من عام 1350 إلى عام 1490 . جائحة الطاعون خربت لندن في 1563 و 1593 و 1603 و 1625 و 1636 و 1665 , حيث قللت عدد سكانها حوالي 10 إلى 30 % خلال هذه السنوات . حوالي 10 % من سكان أمستردام ماتوا بين 1623 – 1625 , ومرة أخرى بين 1635 – 1636 و 1655 و 1664 . كان هناك 22 تفشي للطاعون في البندقية بين 1361 و 1528 . طاعون 1576 – 1577 قتل 50,000 في البندقية، حوالي ثلث السكان . الإنتشارات اللاحقة في وسط أوروبا شملت طاعون إيطاليا 1629 – 1631 , والتي ارتبطت بتحركات القوات خلال حرب الثلاثين عامًا , و طاعون العظيم في فيينا في عام 1679 . حوالي 60 % من سكان النرويج ماتوا بين عامي 1348 إلى 1350 . الطاعون الأخير انتشر ودمر أوسلو في 1654 .
في النصف الأول من القرن السابع عشر، الطاعون أودى بحياة حوالي 1,7 مليون ضحية في إيطاليا، أو حوالي 14 % من السكان . في عام 1654 , الطاعون الروسي قتل حوالي 700,000 من السكان . في عام 1656 , الطاعون قتل حوالي نصف سكان نابولي البالغ عددهم 300,000 نسمة . أكثر من 1.25 مليون حالة وفيات نتجت من الإصابة بالطاعون في القرن السابع عشر في إسبانيا . طاعون 1649 ربما قلل عدد سكان إشبيلية إلى النصف . في 1709 – 1713 , جائحة الطاعون التي تلت حرب الشمال العظمى ( 1700 – 1721 , السويد ضد روسيا والحلفاء ) قتلت حوالي 100,000 في السويد , و 300,000 في بروسيا . الطاعون قتل حوالي ثلثي سكان هلسنكي , و حصد ثلث سكان ستوكهولم . في أوروبا الغربية آخر جائحة للوباء حدثت في 1720 في مرسيليا , في وسط أوروبا حدثت آخر إنتشارات عظيمة للوباء خلال طاعون الحرب الشمالية العظمى، في أوروبا الشرقية خلال الطاعون الروسي 1770 – 1772 , حيث قُتل لغاية 100,000 من سكان موسكو , و في البلقان خلال طاعون كاراجيا في 14 – 1813 .
الطاعون خرب معظم العالم الإسلامي . الطاعون فعليًا كان يوجد في مكان واحد على الأقل في العالم الإسلامي كل سنة بين 1500 و 1850 . ضرب الطاعون تكرارًا مدن شمال إفريقيا . الجزائر فقدت 30,000 – 50,000 في 21-1620 , و مجددًا في 57-1654 و 1665 و 1691 و 42-1740 . الطاعون بقي الحدث الرئيسي في المجتمع العثماني حتى الربع الثاني من القرن التاسع عشر . بين 1701 و 1750 , سُجلت 37 جائحة كبرى وصغرى في القسطنطينية , و 31 بين 1751 و 1800 . بغداد عانت بشدة من زيارات الطاعون، مع تفشي المرض أدى إلى مقتل ما يصل إلى ثلثي السكان .

## اختفاء الوباء

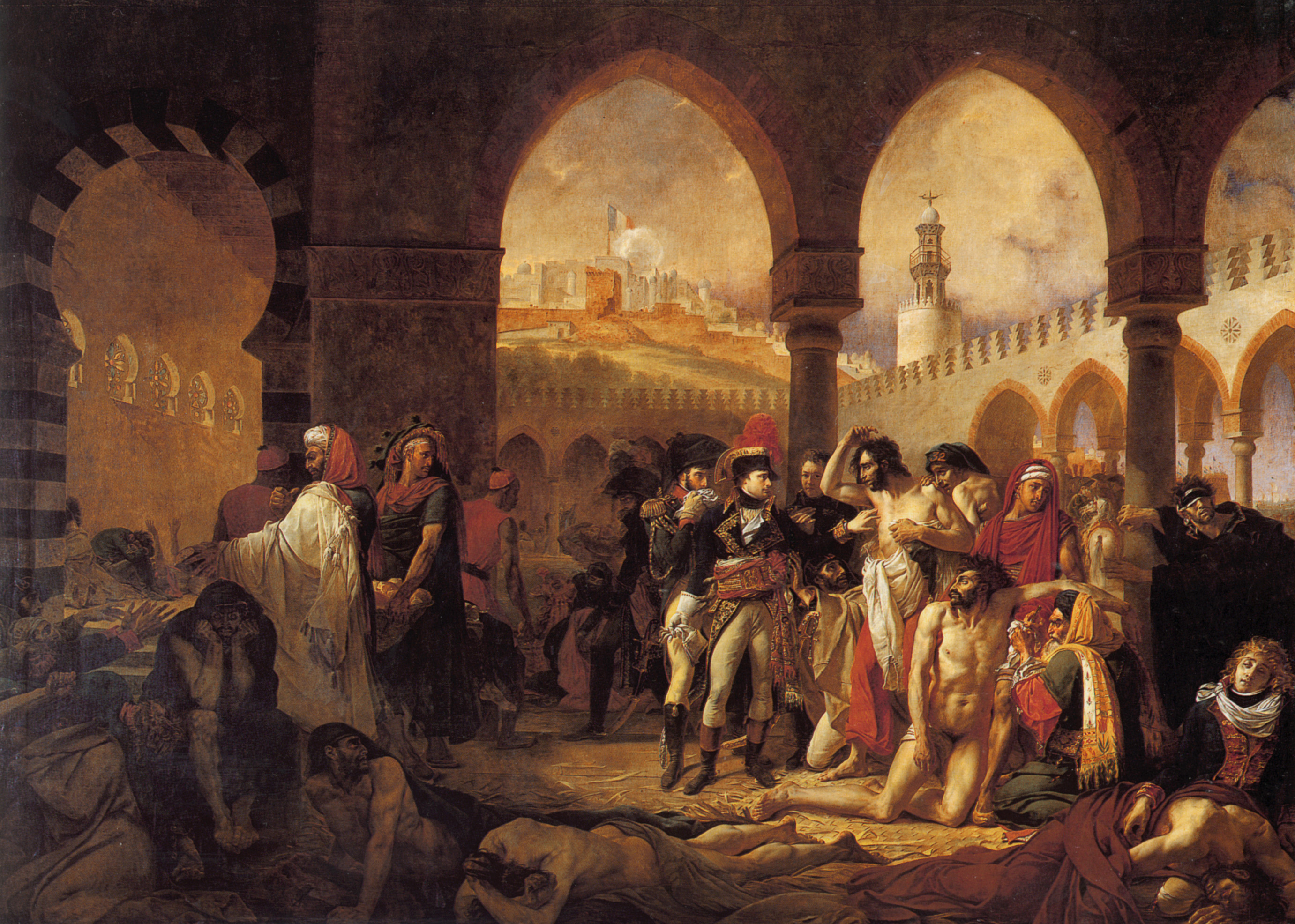
نابليون بونابرت يزور ضحايا الطاعون في يافا. 11 مارس 1799

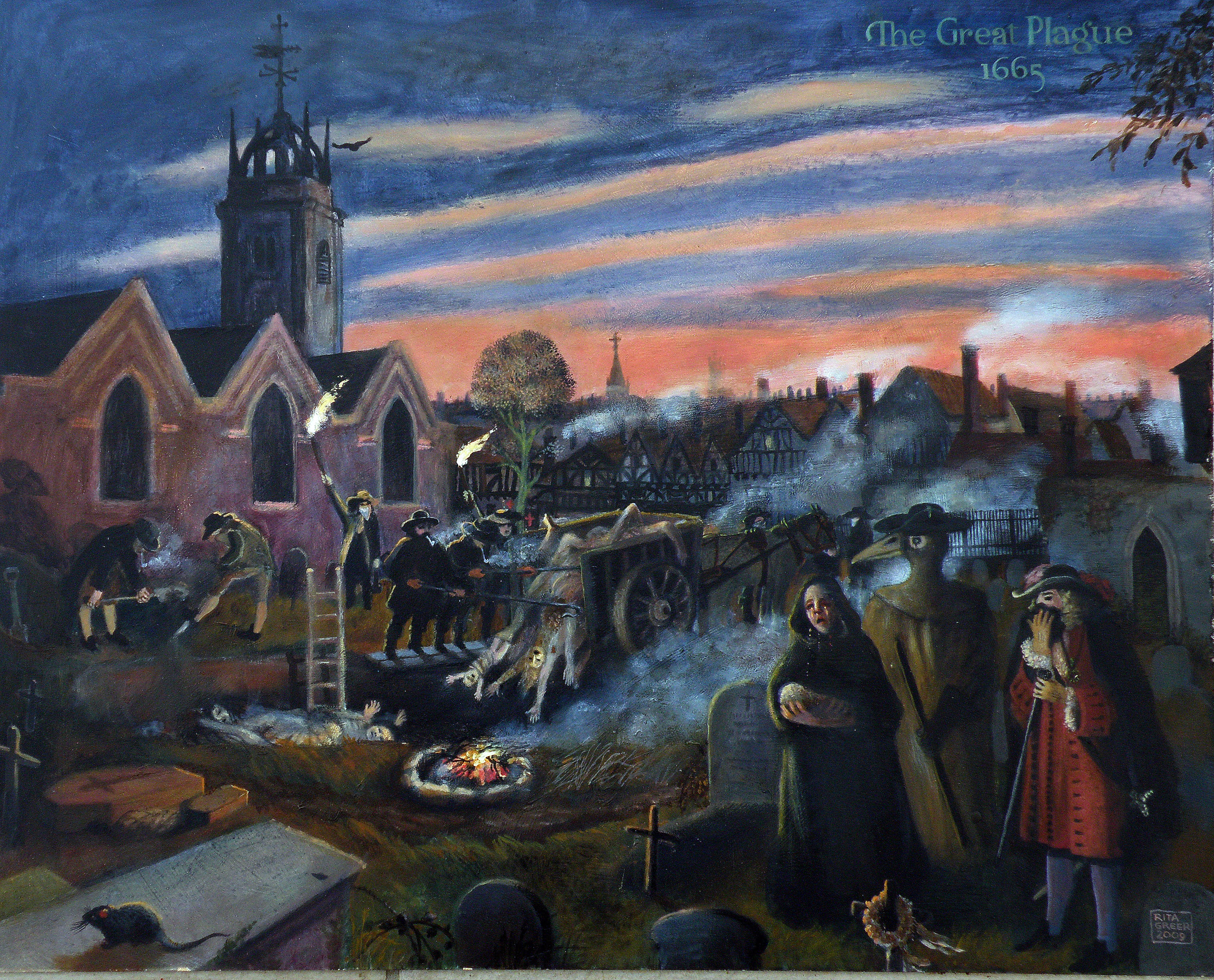
طاعون لندن العظيم عام 1665

كان تفشي المرض في القرنين الثامن عشر والتاسع عشر علامة على تراجع الوباء من معظم أوروبا (القرن الثامن عشر) وشمال إفريقيا والشرق الأوسط (القرن التاسع عشر). تلاشى الوباء تدريجياً في جميع أنحاء أوروبا. إحدى الحالات الموثقة كانت في لندن في القرن السابع عشر، قام بها جون غراونت ، أول عالم سكاني ، لتسجيل آخر وفاة مسجلة من الطاعون، والتي حدثت في عام 1679 ، بعد 14 عامًا من طاعون لندن العظيم. من المرجح أن حريق لندن الكبير في العام التالي دمر مخابئ الفئران في المدينة. بعد عام 1666 لم تسجل اية حالة وفاة بسبب الطاعون «داخل الأسوار» . ومع ذلك، بحلول هذا الوقت، كانت المدينة قد امتدت إلى ما وراء الأسوار، وقد احتوت اطراف المدينة معظم النيران، كما ان معظم حالات الطاعون حدثت خارج حدود الحريق. من المحتمل أن يكون الأمر الأكثر أهمية هو حقيقة أن جميع المباني بعد الحريق تم تشييدها من الطوب بدلاً من الخشب والمواد الأخرى القابلة للاشتعال. [بحاجة لمصدر]
تم اتباع هذا النمط على نطاق واسع بعد الأوبئة الرئيسية في شمال إيطاليا (1631) وجنوب وشرق إسبانيا (1652) وجنوب إيطاليا وجنوة (1657) وباريس (1668).
فكر المؤرخون في ستة تفسيرات محتملة:
1. طور الناس مناعة.
2. جعلت التحسينات في التغذية الناس أكثر مقاومة.
3. أدت التحسينات في الإسكان والمرافق الصحية الحضرية والنظافة الشخصية و تطهير المياه إلى خفض عدد الجرذان وبراغيث الجرذان.
4. تغيرت أنواع الفئران المهيمنة..
5. تحسنت طرق الحجر الصحي في القرن السابع عشر.
6. طورت بعض الجرذان مناعة لذلك لم تتركها البراغيث قط وتستبدلها بلإنسان.

في جميع الاحتمالات، كان لجميع الفرضيات الموجودة تقريبًا بعض التأثير في إنهاء الجائحة، على الرغم من أن السبب الرئيسي قد لا يتم تحديده بشكل قاطع.
حدث الاختفاء في وقت لاحق إلى حد ما في بلدان الشمال الأوروبي وشرق أوروبا ولكن كان هناك توقف مماثل في شمال افريقيا والشرق الأوسط.